# Acer Inc.
 Denne artikel omhandler IT-firmaet Acer. Opslagsordet har også en anden betydning, se Løn-slægten.
Acer Inc. er en taiwansk producent af computerhardware- og computere med hjemsted i New Taipei City. Deres produkter omfatter bærbare computere, stationære computere, computerskærme, smartphones og forskelligt it-udstyr.
Acer blev etableret i 1976 som Multitech. I 1987 skiftede virksomheden navn til Acer.

## Ekstern henvisning
- Wikimedia Commons har flere filer relateret til Acer Inc.

1. ↑  Navnet er anført på engelsk og stammer fra Wikidata hvor navnet endnu ikke findes på dansk.